# Capitalism: A Love Story
Capitalism: A Love Story is een Amerikaanse documentaire uit 2009, geregisseerd door Michael Moore. De film gaat vooral over de financiële crisis van 2007-2008 en stelt het Amerikaanse economische systeem en het kapitalisme ter discussie.

## Taboe
Zoals gebruikelijk stelt Michael Moore een ironische taboevraag: wat is de prijs die de Verenigde Staten betalen voor hun liefde voor het kapitalisme? Wat jaren terug onschuldig leek – de Amerikaanse droom – is tegenwoordig een nachtmerrie. Gezinnen verliezen hun spaarcenten, mensen raken hun huis kwijt. Moore zoekt zijn antwoord onder meer in Washington DC en wat hij vindt lijkt op het resultaat van een mislukte liefde: verraad, leugens, misbruik en het dagelijkse verlies van 14.000 banen.
Ook uitwassen van het kapitalisme komen aan bod, zoals het 'kids for cash'-corruptieschandaal dat het gevolg was van het privatiseren van jeugdgevangenissen.